# Eubu-Werk
Das Eubu-Werk war ein deutsches Unternehmen der Automobilindustrie. Es stellte Traktoren und Automobile her.

## Unternehmensgeschichte
Während des Ersten Weltkrieges, möglicherweise schon 1916, gründete Eugen Burkhardt mit dem Sitz in Thiemendorf bei Oederan ein Unternehmen zur Herstellung von Motorpflügen und Traktoren mit dem Namen Eubu. Das Unternehmen soll schon 1918 diverse Motorpflüge und Traktoren gefertigt haben, etwa 15 Stück sollen an Bauern in der näheren Umgebung verkauft worden sein. 1920 wurde die Firma an die Ingenieure Walter Karl August Rische in Berlin-Steglitz und Otto Karl Apitz in Oederan verkauft, seither hieß sie „Eubu Motorpflugfabrik Oederan Rische & Apitz“. 1927 erlosch die Firma.

## Fahrzeuge
Die Firma baute ab etwa 1918 bis mindestens 1922, vielleicht auch länger, Traktoren für die Landwirtschaft. Überliefert sind folgende Typen:
- Dreiradschlepper mit wassergekühltem Vierzylinder-Kämper-Motor (Typ PM 110/160: 110 mm Bohrung, 160 mm Hub, 6079 cm³ Hubraum): Der Motor leistete 32 PS (24 kW) bei 800/min. Das Fahrzeuggewicht wird mit 1960 kg angegeben. Das Getriebe hatte zwei Vorwärtsgänge und einen Rückwärtsgang. Nach anderer Quelle[1] stammte der Motor von VOMAG.
- Vierradschlepper mit gleichem Motor, Gewicht jedoch nur 1850 kg, vier statt zwei Vorwärtsgänge.
- Kleinschlepper mit dem Namen „Zwerg“: wassergekühlter Zweizylinder-Kämper-Motor Typ 90AZ (90 mm Bohrung, 140 mm Hub, 1780 cm³, 18 PS (13 kW) bei 1000/min). Dieser Schlepper wog 1150 kg, sein Getriebe hatte zwei Vorwärtsgänge und einen Rückwärtsgang.[2]

Alle diese Schlepper wurden, wenn sie nicht Einzelstücke waren, in nur ganz wenigen Stücken hergestellt: In der Dissertation von Bredemann, dem es gelang, mit Hilfe von Fragebögen etwa ein Drittel des deutschen Schlepperbestandes zum 31. Dezember 1924 zu erfassen, wird die Firma nicht erwähnt.
Etwa zwischen 1921 und 1925 entstanden auch Automobile. Laut einer Quelle waren es Kleinwagen. Irgendwelche Daten und Stückzahlen sind nicht überliefert. Die Herstellung von Pkw wird laut einer anderen Quelle angezweifelt.